# Единая всесоюзная спортивная классификация
Единая всесоюзная спортивная классификация — система присвоения разрядов и званий в зависимости от показанных спортсменами результатов. Была создана в 1935 на базе существовавших самостоятельных классификаций по некоторым видам спорта. Была призвана содействовать развитию массового спорта в СССР, укреплению здоровья и повышению достижений советских спортсменов.

## История
В СССР спортивные звания и спортивные разряды присваивались в соответствии с действующей Единой всесоюзной спортивной классификацией, которая, в том числе, устанавливала перечень спортивных званий и разрядов и условия их присвоения. Присвоение спортивных званий и разрядов осуществлялось Комитетом по физической культуре и спорту при Совете Министров.
Отличие «звания» от «разряда» состояло в том, что звание присваивалось пожизненно, а разряды нужно было регулярно подтверждать.
Впервые ЕВСК была разработана в 1935 году на основе уже существовавших спортивных классификаций по отдельным видам спорта, в дальнейшем она постоянно менялась, отражая новые виды спорта. Начиная с 1949 года ЕВСК стала утверждаться на четырёхлетний период. В последней ЕВСК СССР (1989 год) были следующие спортивные звания:
- мастер спорта СССР;
- мастер спорта СССР международного класса (впервые утверждено в 1965 году);
- гроссмейстер СССР (шахматы и шашки).

Кроме званий ЕВСК в СССР 27 мая 1934 года постановлением ЦИК было установлено спортивное звание «заслуженный мастер спорта», в дальнейшем «заслуженный мастер спорта СССР».
Иногда к спортивным относят звания заслуженного тренера СССР (1956), почётного судьи по спорту (1972), судьи всесоюзной категории (1934).  
В 60-х годах прошлого века присваивалось звание почётного мастера спорта СССР за ежегодное выполнение норматива Мастера спорта СССР в течение 5 лет.
Высшим спортивным разрядом был кандидат в мастера спорта СССР (КМС). Низшим спортивным разрядом был III разряд по основным видам спорта. Иногда вводились так называемые «юношеские разряды», ещё более низкие, для лиц моложе 18 лет — I и II юношеские разряды. Для шахмат юношеских разрядов не существовало.
I спортивный разряд присваивается спортсменам, выполнившим установленные нормы и требования, ведущим общественную работу в коллективах физической культуры. II и III спортивные разряды присваиваются спортсменам, выполнившим установленные для данных разрядов нормы и требования и сдавшим полностью нормы I или II ступеней (в зависимости от возраста) комплекса ГТО.
Юношеские спортивные разряды (II и I) присваиваются спортсменам 15 — 18 лет, выполнившим установленные разрядные нормы и требования и сдавшим полностью нормы комплекса БГТО или комплекса ГТО, в соответствии со своим возрастом.
На фоне шахматных успехов в СССР были введены IV и V разряды по шахматам. Последний со временем был отменён, Для получения IV разряда (а ранее V) было достаточно собрать группу новичков не менее 11 человек, и набрать в круговом турнире половину очков.
В республиках СССР действовала система спортивных званий, аналогичных системе всесоюзных званий. После распада страны звания такого рода были учреждены во многих вновь образованных странах.
- Нагрудный знак Мастер спорта СССР
- Нагрудный знак Мастер спорта по национальным видам спорта РСФСР
- Нагрудный знак Кандидат в мастера спорта СССР